# 加爾基 精液 栗ノ花
『加爾基 精液 栗ノ花』（カルキ・ザーメン・くりのはな 外国語：Kalk Samen Kuri-no-Hana）は、2003年2月23日に東芝EMIより発売された日本のシンガーソングライター・椎名林檎による3作目のスタジオ・アルバム。自身初となるコピーコントロールCDで発売されたが、2008年7月2日にデビュー10周年記念アルバム『私と放電』の発売にあわせて、通常盤となるCD-DAが再発売された。デビュー5周年記念日である2003年5月27日には2枚組仕様のアナログ盤も発売された。

## 概要
本作は、妊娠・出産による活動休止を経た椎名が、前作『勝訴ストリップ』から約3年ぶりに発売した3枚目のスタジオ・アルバムである。『勝訴ストリップ』発売の際、椎名は3枚目のアルバムタイトルを「不思議・猥雑・エキセントリック」とし、全編ドイツでレコーディング・製作するつもりだったと話していた。後に放送されたスペースシャワーTVによる本作の発売記念特別番組のインタビューでは、「加爾基」が「不思議」、「精液」が「猥雑」、「栗ノ花」が「エキセントリック」の役目を果たしていると語っている。『加爾基 精液 栗ノ花』というタイトルの由来は、ある2名のスタッフとの雑談で「精液ってカルキ臭いよね?」「いや栗の花の臭いとも聞くよ」というやりとりを聞き、語感が綺麗だと感じ、タイトルに採用したという通称は「カルキ」で、略称はタイトルの英題訳からの3つの単語の頭文字を取った「KSK」（ただし「カルキ」はオランダ語である「Kalk」、「ザーメン」はドイツ語 である「Samen」）。
当初は2001年に発売されたシングル『真夜中は純潔』より、表題曲「真夜中は純潔」とカップリング曲の「愛妻家の朝食」を対にして収録する予定だったが、製作が進むにつれて本作の世界観に合わないと判断したため、収録が見送られた。その為この2曲はオリジナルアルバムには収録されていない。後に「愛妻家の朝食」はカップリングアルバム『私と放電』、「真夜中は純潔」は本人公認ベストアルバム『ニュートンの林檎 〜初めてのベスト盤〜』にそれぞれ収録された。
前作同様、曲目の配置・ブックレットの写真などすべてシンメトリーに配置されているが、今作はさらに徹底している。収録曲の使用楽器までもシンメトリーになるように決められ、収録総合時間も「44分44秒」と編集作業で調整。なお、音楽配信サイトやサブスクリプション型ストリーミングサービスでは収録時間や、曲間の繋がりなどが調整されたものが配信されているが公式サイトなどには特に記述されていない。ブックレットの歌詞表記に関しては、椎名が歌詞も本作の重要なツールの1つと考えているため、スタッフの手を借りて旧字体・歴史的仮名遣により記載（楽曲の曲番号も統一）。また、ジャケット写真に使われている磁器は、椎名が好きな窯元「館林古琳庵」に特別にオーダーメイドで製作してもらったもの。
初回生産分のみ「林檎クン眉唾ステツカー」封入。
米国「Rate Your Music」の『史上最高の日本の音楽アルバム』にて5位。

## 制作の背景
本作は、ギターやキーボード、ベース、ドラムといったスタンダードなバンド・サウンドに加え、ストリングスやパーカッション、ウッドベース、鍵盤ハーモニカ、そしてディジュリドゥやカリンバ、マンドリンやシタールといった民族楽器、琴や篠笛といった雅楽器からさまざまな生活ノイズまでをも含めた音がコラージュされた実験的なアルバムとなっている。
当時、引退しようと思っていた椎名は「その場のセッションだけでOKというアルバムを2枚作ったので、やめる前にもう少し楽器の音色や録音技術、その他いろいろな方法を使ったものを一枚くらい作ろう（と思って作った）」と語っている。
ほぼ彼女のセルフプロダクションによって作られ、過去2枚のアルバムより長い、約1年の製作期間をかけて製作された。
演奏者と曲を信じてアレンジを固めずに自由なセッションで作った1枚目の「無罪モラトリアム」と2枚目の「勝訴ストリップ」に対し、本作はプレイヤーに惚れてその場の空気をパッケージ化するそれまでのやり方を排除するのがテーマの、録音技術に特化した作品である。そのため、編曲については、それまでの椎名の作品ほとんどに関わってきたアレンジャー兼ベーシストである亀田誠治ではなく、『勝訴ストリップ』でもエンジニアを務めたレコーディング・エンジニアの井上雨迩が椎名とともに担当している。また「やつつけ仕事」およびその他収録曲のオーケストラパートに関しては、カバーアルバム『唄ひ手冥利〜其ノ壱〜』の「森パクトディスク」で編曲を担当した森俊之が編曲している。
演奏のダイナミズムや快楽をなるべく排除する方法を取ったため、それまでのアルバムでの「バンド演奏による一発録り」というレコーディングスタイルではなく、シンプルなバンドサウンドではやり切れない楽曲を集め、オーケストラの演奏やプログラミングなどをふんだんに用いて多重録音で制作された。
予算を気にしながら製作した椎名は、節約のために自身が所有するMacintoshと安価な録音機材と作曲・編集ソフトを用いて大まかなアレンジを井上と交換しながらしていったという。レコーディング前の打ち合わせでは演奏者に椎名によって几帳面に書かれたスコアが手渡された。
「生でやってるとあり得ないレコーディングの魅力」を追求するべく、井上とともに「生楽器と電子音が共存する方法」を模索しながら椎名の自宅にてレコーディング作業を開始。民族楽器など単品の楽器は自宅の一室で録音し、ストリングスなど大人数を要する物は別々の部屋で同時収録した。ボーカル録音の際は「太宰治的体験」をしたいという椎名の要望で、わざわざ熱海の旅館の一室を借りて機材を持ち込んで木造和室で歌入れを行った。
詞世界に関しては、「歌詞だけで成立させるつもりはなく、どうしても必要な重要なフレーズなどは音でそこに突っ込みを入れているつもりなので、歌詞だけを読んでも行間につじつまがなかったりとかすることも多い」と語っている。「輪廻」がアルバムを貫くテーマであり、故意に古めかしい表現を用いて歌詞表記全体の時間軸をあえて現代ではないところに設定したのも、輪廻の普遍性をより際立たせたいという意図もあった。

## プロモーション
発売直前の2003年2月21日「筑紫哲也 NEWS23」の「金曜深夜便」のコーナーに出演。筑紫哲也と対談し、「茎 （STEM）」を披露した。3月26日には「ニュースステーション」で久米宏と対談、斎藤ネコ編曲の「歌舞伎町の女王」と「茎（STEM）」を披露した。本作のCMは「浄瑠璃」を使った国内版・海外版全6種類が製作されたが、CM上ではタイトルの代わりに「椎名林檎 三発目自作アルバム」というナレーションと発売日の告知のみをした。また、当時のオリコンランキングを紹介するラジオ番組などでもタイトルを言わず、「椎名林檎新アルバム」とのみ紹介されることもあった。

## 収録曲

### 各曲解説
1. 宗教
椎名が一人の日本人として感じた宗教のイメージを表現した楽曲。本人の演奏する琴の音色から始まり、Aメロからサビまでのバンドによるハードな演奏は椎名、サビのオーケストラの演奏は森俊之による編曲となっている。この楽曲は2000年に開催された全国ツアー「下剋上エクスタシー」のリハーサル中、当時のサポートメンバー・皆川真人所有のシンセサイザーに内蔵されていたストリングスの音色がきれいだったことから製作されたとのこと。歌詞中の「振り向くべからず」と「色彩」は「カラーズ」、「覚悟を極めろ」と「芳醇」は「メロウ」という言葉遊びがコーラスで繋がっている。
本作の収録曲では唯一コンサートで椎名によって歌われたことが無い楽曲だが、「椎名林檎 (生)林檎博'08 〜10周年記念祭〜」にてインストとして披露された。
2. ドツペルゲンガー
プログラミングが多用されている曲で、過去に発表された曲をサンプリングして収録したメロトロンで演奏されている。なおサンプリングされた楽曲は以下の通り。
  - すべりだい
  - 歌舞伎町の女王
  - リモートコントローラー
  - 積木遊び
  - 本能
  - アイデンティティ
  - 喪＠ CェNｺ瑠ｦｭWｧ
3. 迷彩
先行シングル『茎 (STEM) 〜大名遊ビ編〜』にカップリング曲として収録されている「迷彩〜戦後最大級ノ暴風雨圏内歌唱〜」のアレンジの異なるアルバム・バージョン。なおこの楽曲と「意識」でギターを弾いているのは後の東京事変の2代目ギタリストの浮雲。ミュージック・ビデオには浮雲のほか、斎藤ネコ、渡辺等、アヒト・イナザワ、イベンターの佃篤英、女優の故横町慶子、EMIのディレクター山口一樹が出演している。
2007年2月21日発売の斎藤ネコとの共同作品である4枚目のアルバム『平成風俗』にも斎藤ネコのアレンジにより収録されているほか、2019年11月13日に発売されたベストアルバム『ニュートンの林檎 〜初めてのベスト盤〜』にも収録されている。
4. おだいじに
椎名のピアノと井上雨迩のギターによる曲。製作時には最初、ドラムスとベースなどが入っていたが、椎名曰く「おかしいアレンジ」になってしまったのでピアノとギターでの編成に変更された。
5. やつつけ仕事
2000年のツアー「下剋上エクスタシー」で初披露され、3枚組シングル集「絶頂集」に収録された「やっつけ仕事」のアルバムバージョン。タイトルは「やっつけ仕事」から「やつつけ仕事」と変更された。編曲は森俊之が担当しており、椎名曰く映画「ラヂオの時間」[注 8]風とのこと。冒頭の外国人アナウンサーの取材風のやり取りの音声部分は、ライブ音源で製作した「やっつけ仕事」のミュージック・ビデオ（ミュージック・ビデオ集「性的ヒーリング〜其ノ参〜」収録）の冒頭部分である[注 9]。また同じく冒頭部分で流れる掃除機の吸引音は兄である椎名純平プレゼントの東芝製の掃除機による音。
「宗教」同様、このバージョンが椎名により披露されたことは無いが、「椎名林檎 (生)林檎博'08 〜10周年記念祭〜」ではインストとして披露された。
この曲はケラリーノ・サンドロヴィッチ率いるバンド「ケラ&ザ・シンセサイザーズ」のカバーアルバム『隣の女』でカバーされている。
6. 茎
先行シングル『茎（STEM）〜大名遊ビ編〜』の表題曲のアレンジ違いで歌詞が日本語のアルバムバージョン。本作の中心となる曲として、アルバムでも真ん中に据えられている。またアナログ盤には歌詞が英語の「茎（ステム）」を収録（茎 (STEM)参照）。
この曲は当初「性」というタイトルで製作されており、2000年のころにはすでに完成していた。2001年のアメリカ同時多発テロ事件で一時期精神的に不安に陥り、そのときの心情などを交えた現在の歌詞に書き変えて収録された。なおタイトルの意味は「陰茎」であるが性的な意味ではなく、種族存続などのことを意味する。
7. とりこし苦労
「やつつけ仕事」との対の曲で、タイトルは「-ぐろう」と読む。この曲は民族楽器がふんだんに使用されていたが、編集作業で必要のない音をだいぶ削ったとのこと。この曲にも浮雲が「口リヅム」というボイスパーカッションで参加している。楽曲の最後の余韻が次の曲「おこのみで」に繋がっている。
8. おこのみで
「おだいじに」との対の曲。この曲では椎名の曲では珍しく電子ドラムが使用されている。またピアノにも工夫し、「プリペアド・ピアノ」[注 10]を使用している。アウトロが次の曲「意識」のイントロと繋がっている。また間奏の車内放送のようなアナウンスは太田有美によるもの。
オリジナル・ラヴが「“踊る太陽”ツアー」（2003年6月29日 - 7月21日）にてカバーした。
9. 意識
「迷彩」との対の曲で先行シングル「茎（STEM）〜大名遊ビ編〜」収録の「意識〜戦後最大級ノ暴風圏内歌唱〜」のアレンジの異なるアルバムバージョン。
この曲のアレンジに関して、椎名は井上雨迩と相当議論をしたとのこと。椎名は「エレキギターを入れたアレンジにしたい」と提言したが、井上雨迩が「ギターを入れると今までの「椎名林檎」のアレンジと一緒だからピアノ1本の演奏にしよう」と反対したという。最終的には椎名の要望通りギターが入ったアレンジとなった。
2007年2月21日発売の斎藤ネコとの共同作品である4枚目のアルバム『平成風俗』にも斎藤ネコのアレンジにより収録されている。
10. ポルターガイスト
「ドツペルゲンガー」との対の曲。メロトロンの演奏とオーケストラの演奏で構成されている。会議中にスタッフとの雑談であるスタッフが「ワルツ聴くとついCDを買いたくなる」と発言したことから、全体的にワルツ調のアレンジが施されている。イントロの電車と踏切の音は小田急電鉄のものであり、歌詞も「小田急線の途中というストーリー」であることが当時のインタビューで語られている。また、踏切の音の収録の行きと帰りで、「ドツペルゲンガー」で用いられているバスの音も録られたという。
この曲も「平成風俗」にて斎藤ネコのアレンジにより収録され、そちらは全編ストリングスによる演奏となっている。
11. 葬列
この曲は椎名が16歳のときにはできあがっており、1作目のアルバム『無罪モラトリアム』に収録しようか迷った際にプロデューサーの亀田誠治に相談したところ、「迷うならいい機会まで取っておきなさい」と助言され、本作まで取っておいたという。なお歌詞に関しては深い意味はないとのこと。
2006年に行われた東京事変のコンサート「東京事変 DOMESTIC! Virgin LINE」で演奏された後、2014年には「(生)林檎博'14 ―年女の逆襲―」ではソロ初披露となった。
12. 映日紅の花
本作のアナログ盤にボーナス・トラック「伍周年大感謝メモリヤル単曲」として収録された楽曲[注 11]。「いちじくのはな」と読む。「迷彩」「とりこし苦労」「意識」の制作にも参加している浮雲が椎名のために書き下ろした曲。これまでにも、椎名の作品において共作曲は発表されたことはあったが[注 12]、椎名以外の人物が単独で作曲をした楽曲が発表されたのは2003年時点では本楽曲のみだった[注 13]。

### 楽曲クレジット
| 全作詞・作曲: 椎名林檎。 |                      |           |            |                            |      |
| #                        | タイトル             | 作詞      | 作曲・編曲 | 編曲・録音                 | 時間 |
| 1.                       | 「宗教」             | 椎名林檎  | 椎名林檎   | 化猫キラー [ 注 1 ] 森俊之 | 5:08 |
| 2.                       | 「ドツペルゲンガー」 | 椎名林檎  | 椎名林檎   | 化猫キラー 森俊之          | 3:46 |
| 3.                       | 「迷彩」             | 椎名林檎  | 椎名林檎   | 化猫キラー                 | 3:44 |
| 4.                       | 「おだいじに」       | 椎名林檎  | 椎名林檎   | 化猫キラー                 | 3:01 |
| 5.                       | 「やつつけ仕事」     | 椎名林檎  | 椎名林檎   | 森俊之                     | 5:08 |
| 6.                       | 「茎」               | 椎名林檎  | 椎名林檎   | 化猫キラー                 | 3:50 |
| 7.                       | 「とりこし苦労」     | 椎名林檎  | 椎名林檎   | 化猫キラー                 | 2:36 |
| 8.                       | 「おこのみで」       | 椎名林檎  | 椎名林檎   | 化猫キラー                 | 5:45 |
| 9.                       | 「意識」             | 椎名林檎  | 椎名林檎   | 化猫キラー                 | 2:45 |
| 10.                      | 「ポルターガイスト」 | 椎名林檎  | 椎名林檎   | 化猫キラー 森俊之          | 3:41 |
| 11.                      | 「葬列」             | 椎名林檎  | 椎名林檎   | 化猫キラー                 | 5:12 |
| 合計時間:                | 合計時間:            | 合計時間: | 44:44      |                            |      |

| #   | タイトル                   | 作詞     | 作曲・編曲 | 編曲・録音 | 時間 |
| --- | -------------------------- | -------- | ---------- | ---------- | ---- |
| 12. | 「映日紅の花」(作曲: 浮雲) | 椎名林檎 |            | 浮雲       | 4:32 |

| 全作詞・作曲: 椎名林檎。 |                      |           |            |                   |      |
| #                        | タイトル             | 作詞      | 作曲・編曲 | 編曲・録音        | 時間 |
| 1.                       | 「宗教」             | 椎名林檎  | 椎名林檎   | 化猫キラー 森俊之 | 5:07 |
| 2.                       | 「ドツペルゲンガー」 | 椎名林檎  | 椎名林檎   | 化猫キラー 森俊之 | 3:54 |
| 3.                       | 「迷彩」             | 椎名林檎  | 椎名林檎   | 化猫キラー        | 3:52 |
| 4.                       | 「おだいじに」       | 椎名林檎  | 椎名林檎   | 化猫キラー        | 3:02 |
| 5.                       | 「やつつけ仕事」     | 椎名林檎  | 椎名林檎   | 森俊之            | 5:09 |
| 6.                       | 「茎」               | 椎名林檎  | 椎名林檎   | 化猫キラー        | 3:50 |
| 7.                       | 「とりこし苦労」     | 椎名林檎  | 椎名林檎   | 化猫キラー        | 2:53 |
| 8.                       | 「おこのみで」       | 椎名林檎  | 椎名林檎   | 化猫キラー        | 6:08 |
| 9.                       | 「意識」             | 椎名林檎  | 椎名林檎   | 化猫キラー        | 3:30 |
| 10.                      | 「ポルターガイスト」 | 椎名林檎  | 椎名林檎   | 化猫キラー 森俊之 | 3:46 |
| 11.                      | 「葬列」             | 椎名林檎  | 椎名林檎   | 化猫キラー        | 5:12 |
| 合計時間:                | 合計時間:            | 合計時間: | 46:28      |                   |      |

## クレジット
| - 栗ノ花薫オーケストラ（統率：後藤勇一郎）：管弦樂 (M-1、2、10-11) - 百々和宏：電気式ギター (M-1、11) - 池畑潤二：生ドラム (M-1、11) - 森俊之：生パイプオルガン、木管アレンヂ (M-1、11)；管弦樂アレンヂ (M-2、10)、生ピアノ、全アレンヂ (M-5)；生コルネット (M-7) - 井上雨迩：電気式ベース、生ハーディガーディ、生マンドリン、生リュート、生シタール、參弦ベンダー、電子リヅム (M-1、11)；電子メロトロン (M-2、10)、電気式ベース (M-2,4,6-8,10)；電気式ギター、疑似ドラム（ブリテック）(M-4、8)、ベース (M-12) - 椎名林檎：生お琴生田流 (M-1、6-7、11)；歪お琴我流、生パイプオルガン、弦アレンヂ (M-1、11)；生パーカシオン (M-3、9)、生プリペアドピアノ (M-4、8)、生ピアノ (M-4、6-8)；生二胡、管弦楽アレンヂ (M-4、8)；生口笛 (M-5、7)；生ハープシコード (M-5)；生三味線、生鍵盤ハーモニカ、生アルトリコーダー、生カリンバ、生ハルモニウム、生口琴、生ドラム、生電気式ギター (M-7)；全アレンヂ (M-6)、ボイス (M-12) | - 秘密部隊（統率：椎名林檎）(M-3、9) - 浮雲：常用テレキャスター - 鰰澤亜人：生ドラム - 渡辺等：電気式ベース、生ウッドベース - 高桑英世：篠笛 (M-3、9) - 斎藤ネコ：生ヴァイオリン (M-3、9) - タブ：生ディヂリドゥ (M-3、9) - 斎藤孝太郎：生チェロ (M-4、8) - 美ノ辺純子：生ヴィオラ (M-4、8) - 大江洋館：吹くもの全般（法螺含ム） (M-4、8) - 太田有美：生アナウンス (M-4、8) - 大奥記念オーケストラ（統率：後藤勇一郎）：管弦樂 (M-5) - 浮雲：口リヅム (M-7)、ギター (M-12) - 女性上位記念オーケストラ：生弦セクション (M-6) - 金原千恵子様御一行：生弦クインテット (M-6) - 鶴田加奈子：生ドラム (M-6) |